# 十一烷
正十一烷，或称十一碳烷，是化学式为CH3(CH2)9CH3的烷烃。十一烷被用作对蛾和蟑螂的性引诱剂。它有341个同分异构体，若不考虑立体异构则有159个。